# Oberea donceeli
Oberea donceeli là một loài bọ cánh cứng trong họ Cerambycidae.